# Tan (végétal)
Pour les articles homonymes, voir TAN.

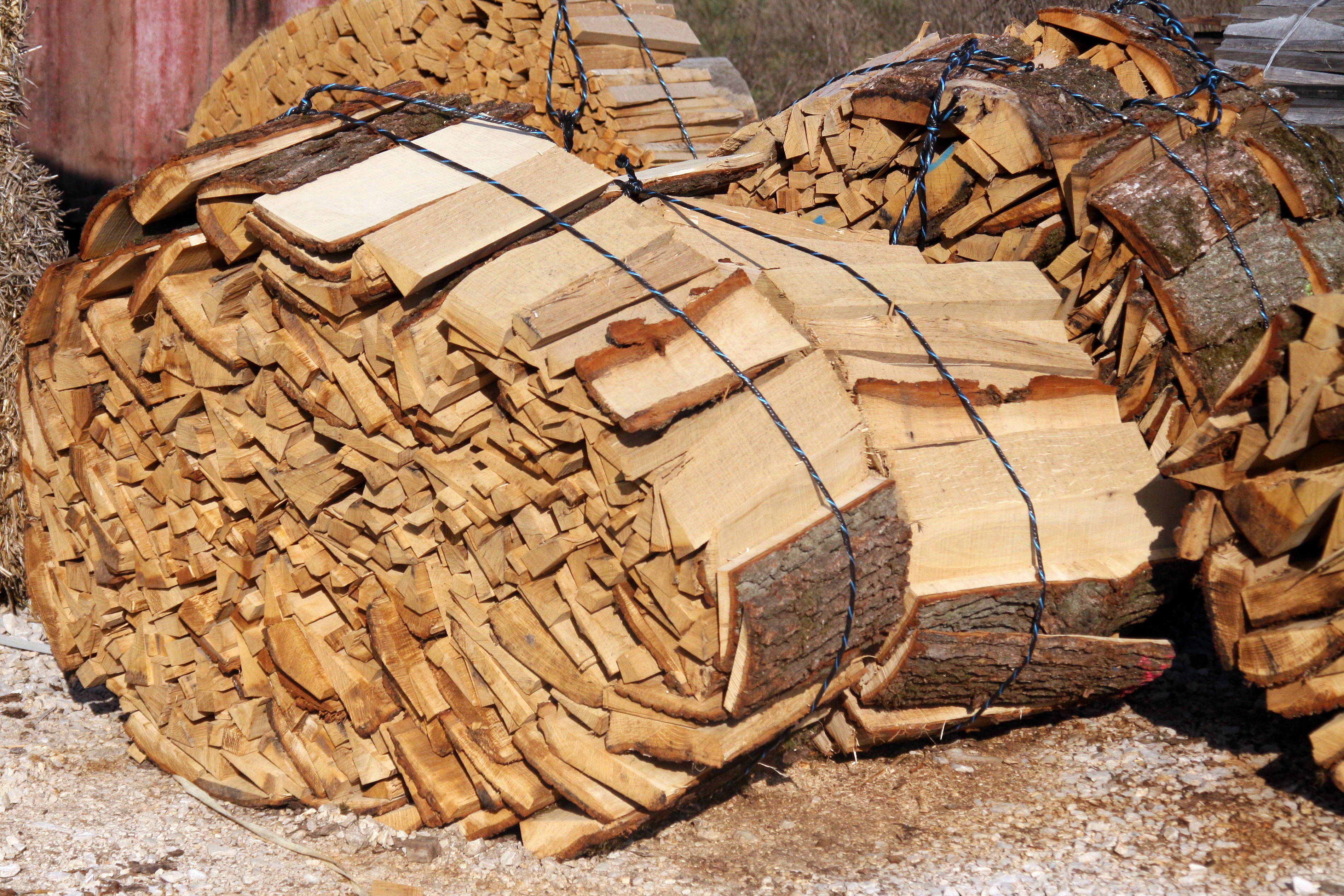
Ecorce de chêne en ballots

Le tan est une poudre grossière utilisée pour la transformation des peaux en cuirs. Elle est fabriquée en réduisant l'écorce de chêne en poudre sous des meules. L'écorce contient des tanins, aux propriétés astringentes, qui lors du trempage des peaux, vont rendre celles-ci imputrescibles en les imprégnant. Autrefois, de nombreux cours d'eau animaient des « moulins à tan »,  car les moulins à farine ou à huile n'étaient pas les seules machineries  mues par un moteur hydraulique.

## Étymologie

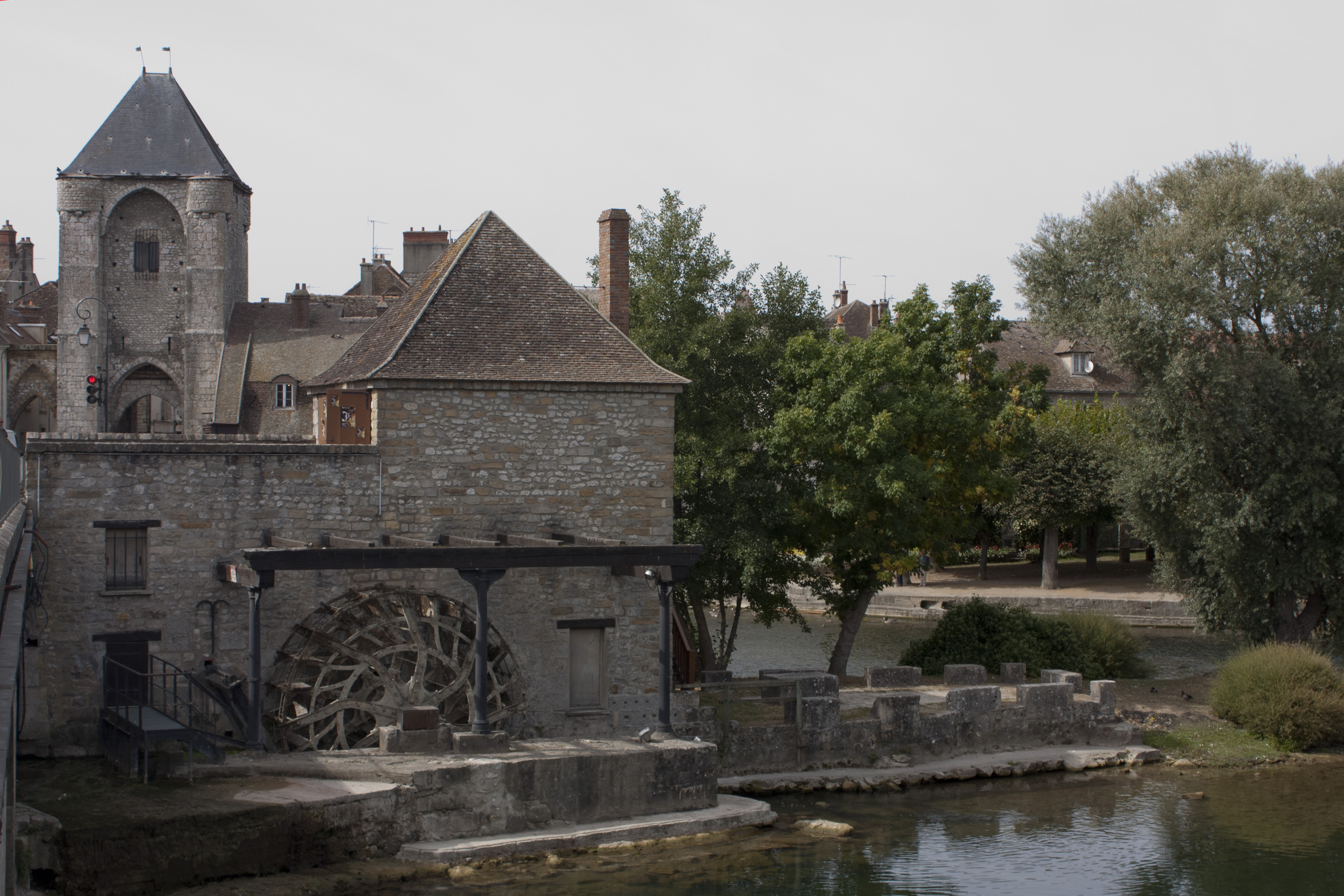
Ancien moulin à tan sur le Loing (Moret-sur-Loing)

Tan est un mot d'origine incertaine, probablement issu d'un gaulois °tann- « chêne vert », dont l'existence est supposée par le breton tann ou  l'ancien irlandais teine ou tinn. De ce mot sont issus « celui de son principe actif, le tanin, ainsi que les termes des métiers du cuir : tanner, tanneur, tannage, (un cuir) tanné, (un produit) tannant, tannerie ».
C'est aussi le nom de la substance brune qui recouvre la coque entourant les châtaignes. 

## Usages

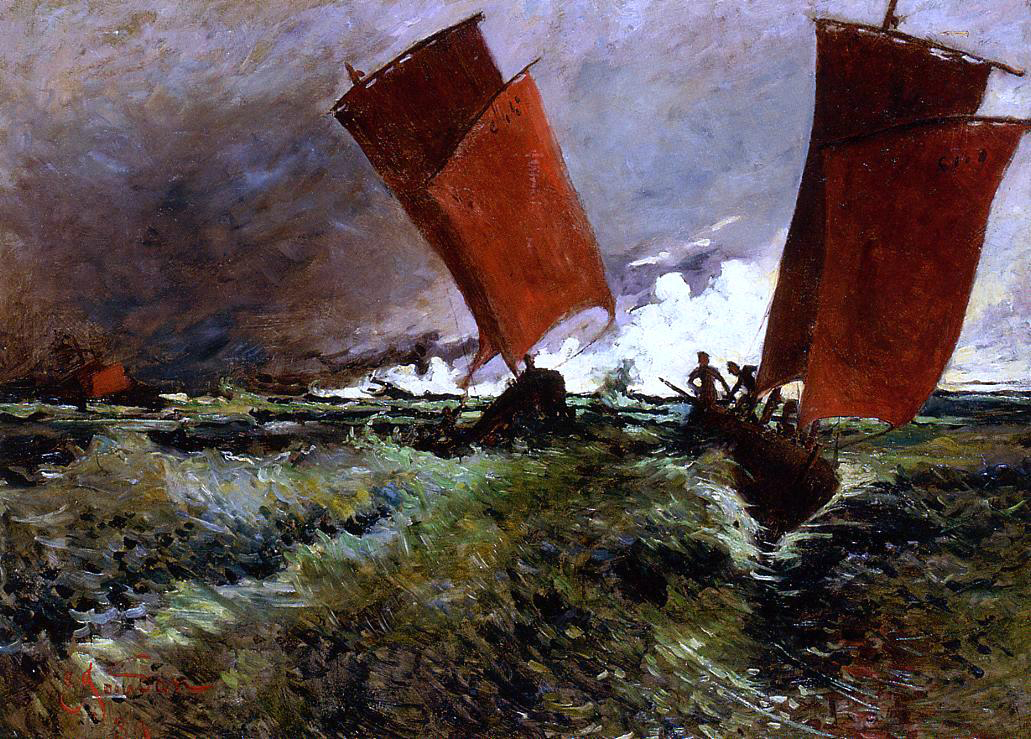
Voilier à voiles rouges vers 1900.

Il s'agit du constituant de base pour le traitement des cuirs mais aussi des voiles de marine.  Pour les voiles de marine, le tan était mélangé à de l'ocre rouge pour améliorer la longévité des voiles, c'est pour cela que certaines voiles traditionnelles étaient fréquemment rouge brique. Des prorogations ont été données aux tanneurs pour qu'ils puissent couper les arbres en juin après avoir pelé le tronc pour le tan, dans les « tems de la sève ». L'usage de même que la loi interdisait en France de couper les arbres au-delà du 15 avril. De telles dispositions existaient aussi en Angleterre. 